# Peyton Manning
Peyton Williams Manning (ur. 24 marca 1976 roku w Nowym Orleanie w stanie Luizjana) – amerykański zawodnik futbolu amerykańskiego, występujący na pozycji quarterbacka.
Karierę sportową rozpoczynał w barwach drużyny futbolowej uniwersytetu Tennessee. Po ukończeniu studiów wziął udział w drafcie NFL 1998, w którym został wybrany z numerem pierwszym przez Indianapolis Colts, gdzie występował przez 13 kolejnych sezonów. 20 marca 2012 roku podpisał pięcioletni kontrakt z Denver Broncos
Manning ustanowił wiele rekordów NFL oraz otrzymał liczne nagrody i wyróżnienia. Został między innymi wybrany najbardziej wartościowym graczem meczu Super Bowl XLI, w którym wraz z drużyną Indianapolis Colts zdobył mistrzostwo ligi NFL.
W sezonie 2011 Manning nie zagrał w ani jednym meczu z powodu kontuzji szyi, a Colts byli najsłabszą drużyną w NFL (na równi z St. Louis Rams). Mając pierwszy wybór w Drafcie, 7 marca 2012 roku Colts zwolnili Manninga, podpisując kontrakt z 22-letnim quarterbackiem z uniwersytetu Stanforda – Andrew Luckiem.
7 marca 2016 ogłosił zakończenie kariery sportowej.
Jest synem byłego quarterbacka NFL Archie Manninga oraz bratem quarterbacka drużyny New York Giants, Eli Manninga.